# Agnes af Poitou
Agnes af Poitou (født omkring 1025, død 14. december 1077) var en fransk adelskvinde, der tilhørte Ramnulfiderne eller Poitiers-huset. Hun var gift med kejser Henrik 3. og var tysk dronning fra 1043 og kejserinde fra 1046 til 1056. Fra 1056 til 1061 var hun regent for sin mindreårige søn Henrik 4.

## Familie
Hun var datter af Ramnulfidedynastiets hertug William V af Aquitaine (død 1030)  og hans kone, hertuginde Agnes af Burgund. Hun var dermed søster til hertugerne William VI, William VII og William VIII. Hendes mors bedsteforældre var grev Otto-William af Burgund og Ermentrude af Rheims, datter til Renaud af Roucy.

## Ægteskab og børn
Agnes giftet sig med kong Henrik III af Tyskland i november 1043  i Ingelheimer Kaiserpfalz, og hun var hans anden kone efter at Gunhild af Danmark (datter af den danske kong Knud den Store) var død af malaria i 1038. Dette ægteskab var med til at styrke forholdet mellem det tysk-romerske imperium og hertugdømmet i vest og øge  Henriks indflydelse. Agnes var, som sin mand, dybt religiøs, og hendes familie havde grundlagt det højt ansete Cluny-klosteret. Abbeden der Hugo af Cluny (Hugo den store) var også gudfar for sønnen Henrik IV.
Deres børn var:
- Adelaide II (født 1045, død 11. januar 1096), abbedisse i Gandersheim fra 1061, abbedisse i Quedlinburg fra 1063
- Gisela (født 1047, død 6. maj 1053)
- Matilda (født oktober 1048, død 12. maj 1060), gift 1059 Rudolf af Rheinfelden, hertug af Schwaben og modkonge i 1077
- Henrik 4., tysk-romersk kejser, Henrik III’s efterfølger som kejser
- Konrad II (født 1052, død 10. april 1055), hertug af Bayern fra 1054)
- Judith af Schwaben (født 1054, død 14. marts 1092 eller 1096) giftet sig (1. gang) i 1063 med kong Solomon af Ungarn og (2. gang) i 1089 med Władysław I Herman, hertug af Polen

## Regent for Henrik IV
Efter at hendes mand kejser Henrik III døde den 5. oktober 1056, fungerede Agnes som regent for sin mindreårige søn Henrik IV. Henrik III havde på sit dødsleje sikret at sønnen blev valgt til sin efterfølger. Agnes videreførte sin mands politik med hjælp af sine støttespillere abbed Hugo af Cluny og pave Viktor 2..
I 1062 blev den unge kejser Henrik IV bortført i en sammensværgelse ledet af ærkebiskop Anno II af Köln og Otto af Nordheim, kendt som Kaiserswerth-kuppet. Kuppet havde som formål at fjerne Agnes fra tronen, og da Agnes indvilligede i at træde tilbage, blev Henrik løsladt, mens Anno II sammen med ærkebiskopperne i Mainz og Bremen overtog som regenter.
Agnes flyttede til sidst til Roma (ca. 1065) og døde der den 14. december 1077. Hun er begravet i Peterskirken i Roma.